# Mattias Gauthier
Mattias Gauthier (Sonoma, 20 aprile 1994) è un giocatore di football americano statunitense naturalizzato svedese che milita nel ruolo di wide receiver per i  Tyresö Royal Crowns.
Ha giocato nella giovanile e nella prima squadra dei Västerås Roedeers, negli Örebro Black Knights, negli Uppsala 86ers, e nei Tyresö Royal Crowns.
Nel 2021 è diventato vicecampione europeo con la nazionale svedese.